# Gràcia
Gràcia Barcelona hatodik kerülete, melyet délről az Eixample, nyugatról Sarrià-Sant Gervasi, keletről pedig Horta-Guinardó határolja. 2005-ben 120087 lakosa volt.

## Városrészek

Gràcia városrészei

A kerület 5 szomszédságból áll: 
- Vallcarca
- Penitents
- El Coll
- La Salut
- Camp d'en Grassot

## Történelem
Gràciat 1626-ban alapította a Karmeliták egy noviciusa, létrehozva egy kolostort Nostra Senyora de Gràcia néven. Gràcia 1897-ig, Barcelonával való egyesüléséig független település volt. Az Eixample negyed 19. századi robbanásszerű növekedése Barcelona északi irányú terjeszkedéséhez vezetett, összekapcsolva Gràciat a növekvő várossal.

## Nevezetességek
Gràcia ad otthont a Teatre Lliurenek, Spanyolország egyik legelismertebb színházának, Gaudi alkotásai közül a Güell parknak, és a Casa Vicensnek, valamint több ismert térnek, a Plaça del Solnak, Plaça de Rius i Tauletnek, Plaça de la Virreinanak és a Plaça de la Vila de Gràciának, ahol az Antoni Rovira i Trias által tervezett Campanar de Gràcia, vagyis a Gràcia harangtorony található.
A kerület minden augusztusban egy 8 napos fesztivált tart, Festes de Gràcia néven, mely Barcelona legnagyobb fesztiváljainak egyike.

## Képek

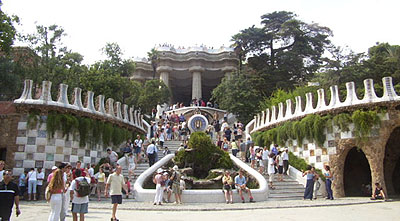
Gràcia legismertebb attrakciója, a Güell park
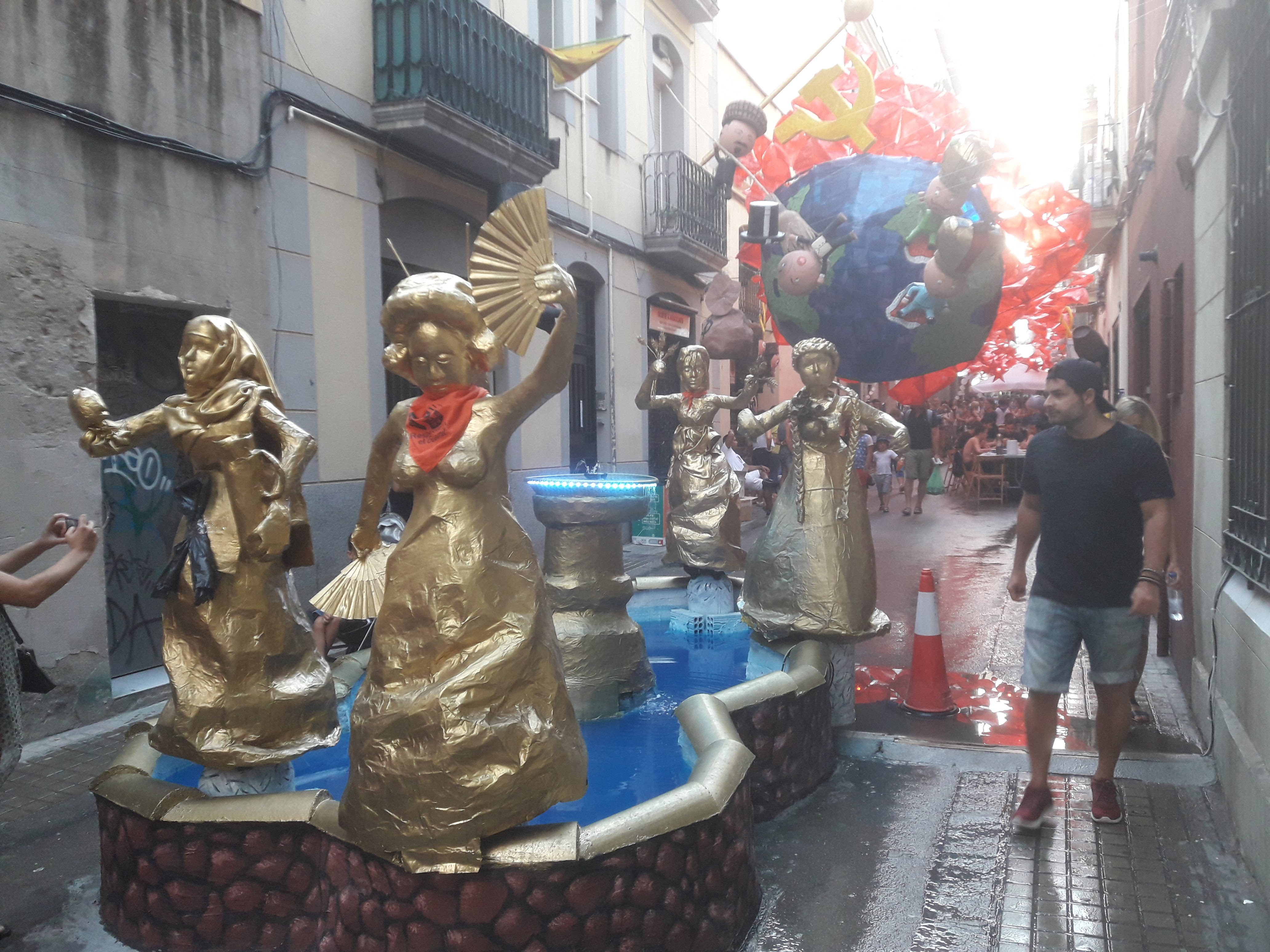
Festa Major (2017)

## Lásd még
- Barcelona kerületei